# Парламентские выборы в Латвии (2010)
Выборы в Десятый Сейм Латвии состоялись 2 октября 2010 года. По данным ЦИК Латвии, явка составила 63,12 %. Пять партий преодолели пятипроцентный барьер и прошли в Сейм. Крупнейшим в парламенте, получив 33 мандата из 100, стал блок «Единство», объединяющий партии «Новое время», «Гражданский союз» и «Общество за другую политику».

## Предыстория
Выборы 2010 года были шестыми парламентскими выборами после восстановления независимости страны 4 мая 1990 года.
На выборах в девятый Сейм 2006 года в парламент прошли семь партий, первое, второе и третье места заняли соответственно партия Народная партия, Союз зелёных и крестьян и «Новое время». Впервые в истории Латвии после восстановления независимости большинство голосов получила та партия, представитель которой (Айгарс Калвитис) возглавлял на момент выборов правительство страны. В Сейме была сформирована пятипартийная коалиция в составе Народной партии, СЗК, «Латвийской первой партии», «Латвийского пути» и партии «Отечеству и свободе/ДННЛ». Кабинет Калвитиса приведён к присяге 7 ноября 2006 года. В сентябре 2007 года премьер-министр Айгарс Калвитис отстранил от работы директора Бюро по борьбе с коррупцией Алексея Лоскутова на основании доклада Государственного контроля о финансовых нарушениях. Несмотря на то, что Генеральная прокуратура Латвии не нашла оснований для начала уголовного процесса в деятельности Алексея Лоскутова, премьер-министр передал в Сейм предложение о его отставке. 18 октября 2007 года перед заседанием Сейма, на котором предполагалось рассмотреть вопрос об отставке, около пяти тысяч человек собрались перед зданием парламента, протестуя против увольнения директора Бюро по борьбе с коррупцией. Протестующих поддержал Президент Латвии Валдис Затлерс и посол США в Латвии Кэтрин Тодд Бейли, заявившая об отходе правительства от «общих трансатлантических ценностей». В результате Сейм отказался уволить Алексея Лоскутова, и он был восстановлен в должности 9 ноября 2007 года. Однако это решение не успокоило протестующих, и в ноябре последовали новые массовые протесты с требованием отставки правительства и роспуска Сейма, получившие название «революция зонтиков». Ноябрьские демонстрации стали крупнейшими в Латвии с момента восстановления независимости. Под давлением партнёров по правящей коалиции Айгарс Калвитис подал в отставку 5 декабря 2007 года.
Несмотря на отставку правительства, правящая коалиция сохранилась в том же составе и выдвинула на должность премьер-министра Иварса Годманиса от партии «ЛПП/ЛЦ» («ЛПП/ЛЦ» — результат объединения «Латвийской первой партии» и «Латвийского пути»). 20 декабря новое правительство было утверждено. После начала мирового экономического кризиса правительство Годманиса провело ряд непопулярных реформ, таких как повышение налогов, спасение частного банка «Parex Banka» от банкротства, сокращение бюджетных расходов в обмен на кредит от МВФ и ЕС.
В 2008 году в Сейме возникли две новые фракции: «Гражданский союз», в который вошёл ряд бывших членов «Отечеству и свободе/ДННЛ» и «Нового времени», и «Общество за другую политику», основанное двумя политиками, вышедшими из Народной партии. 13 января 2009 года в Риге прошли демонстрации против антикризисных действий правительства, организованные несколькими общественными организациями, в том числе «Обществом за другую политику». Демонстрации переросли в массовые беспорядки. 20 февраля 2009 года Иварс Годманис подал в отставку после того, что некоторые члены коалиции отказали ему в поддержке.
Новое правительство было сформировано на основе договорённости Народной партии и «Нового времени». Эта вторая в истории коалиция этих оппонирующих друг другу партий. В коалицию также вошли СЗК, «Отечеству и свободе/ДННЛ» и «Гражданский союз», а партия предыдущего премьер-министра «ЛПП/ЛЦ» осталась в оппозиции. Новым премьер-министром Латвии утверждён Валдис Домбровскис от партии «Новое время». Из-за разногласий по вопросу вывода экономики страны из кризиса Народная партия вышла из коалиции в марте 2010 года, обвинив премьер-министра в бездумном соглашательстве со всеми требованиями МВФ и пообещав предложить альтернативный план борьбы с кризисом. При этом Народная партия согласилась поддерживать конструктивные, по её мнению, меры правительства и не требовать его немедленной отставки. Таким образом, Валдис Домбровскис до очередных выборов возглавлял правительство меньшинства.
6 июня 2009 года в Латвии прошли выборы в местные самоуправления и в Европейский парламент. На выборах в Европарламент наибольшей поддержкой избирателей заручились «Гражданский союз» и «Центр согласия», получив по два мандата каждый, а на выборах в Рижскую думу победил «Центр согласия». Впоследствии «Центр согласия» сформировал коалицию с «ЛПП/ЛЦ», исключив правящие партии от руководства столицей страны.
В ответ на поражение в Риге и слабый результат большинства правящих партий на выборах в Европейский парламент 24 августа 2009 года партии «Новое время», «Гражданский союз» и «Общество за другую политику» договорились выставить на выборах 2010 года единый избирательный список. Объединение получило название «Единство».
Партиям «Всё для Латвии!» и «Отечеству и свободе/ДННЛ», выразившим готовность присоединиться к избирательному блоку «Единство», было в этом отказано, поэтому они образовали друг с другом предвыборное национально-консервативное объединение «Национальное объединение «Всё для Латвии!» — «Отечеству и свободе/ДННЛ»».
В свою очередь парламентские Народная партия и «ЛПП/ЛЦ», объединившись с региональными партиями «Огрскому краю», «Единый Резекне», «Народ Латгале» и движением «За лучшую Латвию», создали блок «За лучшую Латвию».

## Избирательная система
В законодательство о выборах было внесено значительное количество поправок после выборов 2006 года, особенно в области регулирования СМИ, финансирования избирательных кампаний и структуры избирательной администрации. Впервые право участия в голосовании получили заключённые в тюрьмах. Ещё одно изменение касалось количества округов, в которых может быть выдвинут кандидат. Ранее было возможно включить кандидата в избирательные списки более чем в одном многомандатном округе. Если кандидат был избран в Сейм в нескольких округах, то он получал мандат в том округе, где получил наибольшее количество голосов, поданных лично за него. На выборах 2010 года кандидат мог быть включён в избирательный список только одного многомандатного округа.
Депутаты Сейма избираются на основе пропорциональной системы в пяти многомандатных избирательных округах. От каждого округа избирается разное количество депутатов в зависимости от количества проживающих избирателей в нём. Выдвигать кандидатов для участия в выборах могут только партии или коалиции партий. Самовыдвижение на выборах в парламент запрещено. Участвовать в распределении мандатов могут партии, преодолевшие пятипроцентный избирательный барьер на национальном уровне, то есть получившие более 5 % голосов всех избирателей, принявших участие в голосовании. Количество мандатов, приобретённое партией, определяется на основе числа голосов, полученных в избирательном округе, с использованием метода Сент-Лагю.
Когда избиратель приходит на избирательный участок, он получает столько бюллетеней, сколько партий участвует в выборах. На каждом бюллетене напечатан список кандидатов, выдвинутых одной из партий. Избиратель имеет право выразить предпочтение кандидату в списке, поставив плюс напротив его фамилии, или отказать в поддержке кандидату, вычеркнув его имя.
Избирательная администрация состоит из трёх уровней: Центральная избирательная комиссия, 118 Муниципальных избирательных комиссий (девять городских комиссий в городах республиканского подчинения и 109 краевых комиссий) и 1013 участковых избирательных комиссий (УИК), включая 64 за рубежом. ЦИК состоит из девяти человек, восемь из них назначаются Сеймом по предложению парламентских партий, и один представляет Верховный суд. Председатель ЦИК, его заместитель и секретарь являются «профессиональными» членами ЦИК, работающими на постоянной основе. Председателя ЦИК назначает Сейм, его заместителя и секретаря члены комиссии выбирают самостоятельно.
Муниципальные комиссии, как и ЦИК, назначаются на четыре года. Они состоят из 7-15 человек, назначенных местной думой, которая и определяет количество членов комиссии. Кандидатов в члены Муниципальных избирательных комиссий выдвигают политические партии, блоки партий, группы из не менее 10 граждан или депутаты местных советов. На нижнем уровне организации выборов находятся УИК. В их состав входят семь человек, назначенных Муниципальными комиссиями..
На выборах в Сейм в Латвии не применяется предварительная регистрация избирателей или реестр избирателей в отличие от местных выборов или выборов в Европейский парламент. Граждане имеют право проголосовать на любом участке даже за пределами округа своего проживания. Список избирателей формируется по приходе голосующих на участки. Для голосования избиратели обязаны предъявить паспорт гражданина. При получении бюллетеня в паспорт ставится штамп, подтверждающий, что человек уже принял участие в выборах. Это гарантирует невозможность повторного голосования. Граждане, находящиеся за пределами Латвии, имели право проголосовать по почте или на организованных за границей участках.
Для участия в выборах были зарегистрированы 7 партий и 6 предвыборных блоков, выдвинувшие списки кандидатов в каждом из пяти округов. В целом 1234 кандидата баллотировались в Сейм.

## Результаты
| Партия                           | Голоса    | %      | Места | Изменение |
| -------------------------------- | --------- | ------ | ----- | --------- |
| Единство[a]                      | 301 429   | 31,219 | 33    | ▲15       |
| Центр согласия                   | 251 400   | 26,037 | 29    | ▲12       |
| Союз зелёных и крестьян          | 190 025   | 19,681 | 22    | ▲4        |
| Национальное объединение[b]      | 74 029    | 7,667  | 8     | ▬         |
| За лучшую Латвию[c]              | 73 881    | 7,652  | 8     | ▼25       |
| ЗаПЧЕЛ                           | 13 847    | 1,434  | 0     | ▼6        |
| Сделано в Латвии                 | 9380      | 0,971  | 0     | Новая     |
| Последняя партия                 | 8458      | 0,876  | 0     | Новая     |
| За президентскую республику      | 7102      | 0,736  | 0     | Новая     |
| Ответственность                  | 6139      | 0,636  | 0     | ▬         |
| Народный контроль                | 4002      | 0,414  | 0     | Новая     |
| Христианско-демократический союз | 3488      | 0,361  | 0     | Новая     |
| Недействительные                 | 20 697    | 2,144  | -     | -         |
| Всего                            | 967 162   | 100    | 100   | -         |
| Всего избирателей/явка           | 1 532 319 | 63,12  | -     | -         |
| Источник: ЦИК Латвии             |           |        |       |           |

a  Состоит из трёх партий: «Новое время», «Гражданский союз» и «Общество за другую политику». На выборах Девятого Сейма участие принимало только «Новое время».
b  Состоит из двух партий: «Всё для Латвии!» и «Отечеству и свободе/ДННЛ». На выборах Девятого Сейма в парламент прошло только «Отечеству и свободе/ДННЛ».
c  Состоит из нескольких партий: Народная партия, «ЛПП/ЛЦ», «Огрскому краю», «Единый Резекне» и «Народ Латгале». На выборах Девятого Сейма в парламент прошли только Народная партия (23 мандата) и «ЛПП/ЛЦ» (10 мандатов).

Новый состав Сейма после выборов 2010 года. Партии правящей коалиции: «Единство» (светло-зелёный) и Союз зелёных и крестьян (тёмно-зелёные), имеющие вместе 55 из 100 мест в Сейме.

На выборах победу одержала коалиция «Единство» действовавшего премьер-министра Валдиса Домбровскиса. «Единство» и Союз зелёных и крестьян согласились продолжить участие в коалиции, которая существовала до выборов. Валдис Домбровскис также предлагал включить в коалицию партию «Центр согласия», однако входящий в «Единство» «Гражданский союз» выступил против этой идеи по идеологическим причинам.
Результаты по областям:
Результаты выборов в Сейм Латвии по областям
| Партия                                                                                  | Видземе | Земгале | Курземе | Латгале | Рига | Латвия |
| --------------------------------------------------------------------------------------- | ------- | ------- | ------- | ------- | ---- | ------ |
| Единство                                                                                | 12      | 6       | 4       | 2       | 9    | 33     |
| Центр согласия                                                                          | 4       | 2       | 2       | 8       | 13   | 29     |
| Союз зелёных и крестьян                                                                 | 6       | 5       | 5       | 3       | 3    | 22     |
| За лучшую Латвию                                                                        | 2       | 1       | 1       | 2       | 2    | 8      |
| Национальное объединение                                                                | 3       | 1       | 1       | 1       | 2    | 8      |
| Всего                                                                                   | 27      | 15      | 13      | 16      | 29   | 100    |
| Источник: 10.Saeimā deputātu kandidātu sarakstu vietu skaits Saeimas vēlēšanu apgabalos |         |         |         |         |      |        |

### Состав 10-го Сейма Латвии[32]

#### «Единство» (33 мандата)
Гиртс Валдис Кристовскис, Ояр Эрик Калныньш, Лолита Чигане, Расма Карклиня, Интс Далдерис, Ингуна Рибена, Андрис Буйкис, Илзе Винкеле, Имант Виестур Лиегис, Валдис Домбровскис, Артис Пабрикс, Илма Чепане, Айнар Латковскис, Ина Друвиете, Эдвард Смилтенс, Андрис Вилкс, Арвил Ашераденс, Дзинтарс Абикис, Гунтарс Галвановскис, Дзинтра Хирша, Ингмарс Чаклайс, Алексей Лоскутов, Карлис Шадурскис, Солвита Аболтиня, Янина Курсите-Пакуле, Силва Бендрате, Ингрида Цирцене, Сармите Элерте, Артис Кампарс, Дзинтарс Закис, Атис Лейиньш, Айгар Штокенбергс и Клавс Олштейнс.

#### «Центр согласия» (29 мандатов)
Янис Урбанович, Сергей Долгополов, Андрей Клементьев, Артур Рубикс, Борис Цилевич, Сергей Мирский, Николай Кабанов, Игорь Пименов, Михаил Землинский, Игорь Мельников, Алексей Холостов, Никита Никофоров, Игорь Зуев, Иван Клементьев, Янис Адамсонс, Юрис Силов, Александр Саковский, Янис Тутин, Раймонд Рубикс, Иван Рыбаков, Владимир Никонов, Александр Якимов, Алексей Бурунов, Сергей Федоров, Дмитрий Родионов, Валерий Агешин, Валерий Кравцов, Валентин Григорьев и Виталий Орлов.

#### Союз зеленых и крестьян (22 мандата)
Улдис Аугулис, Айя Барча, Андрис Берзиньш, Андрис Берзиньш, Аугуст Бригманис, Гундарс Даудзе, Айвар Дронка, Янис Дуклавс, Рихард Эйгимс, Ивета Григуле, Янис Клаужс, Арманд Краузе, Ингмар Лидака, Даце Рейника, Дана Рейзниеце, Карлис Сержантс, Витаутс Станя, Янис Страздиньш, Станислав Шкестерс, Раймонд Вейонис, Янис Вуцанс и Оскар Зидс.

#### За лучшую Латвию (8 мандатов)
Имантс Янис Бекешс, Марис Кучинскис, Рита Строде, Айнарс Шлесерс, Инесе Шлесере, Андрис Шкеле, Гунтис Улманис и Эдгарс Заланс.

#### Национальное объединение «ВЛ»-«ТБ»/ДННЛ (8 мандатов)
Гайдис Берзиньш, Эйнар Цилинскис, Янис Домбрава, Райвис Дзинтарс, Инесе Лайзане, Висвалдис Лацис, Имант Парадниекс и Дзинтарс Расначс.

### Неправильные подсчёты
В 41 участке допущены ошибки в подсчётах голосов.

### Пустые конверты
35 тысяч пустых конвертов обнаружено в ходе подсчёта голосов, что составляет 3,5 % голосов. Однако на официальном сайте ЦИК указано, что количество пустых конвертов составило 15 586 или 1,61 % голосов.

## Оценки выборов
Миссия БДИПЧ ОБСЕ заявила, что выборы в Десятый Сейм соответствовали обязательствам Латвии в рамках ОБСЕ, международным стандартам в области проведения демократических выборов и национальному законодательству. Избиратели имели широкий выбор кандидатов, представляющих различные политические альтернативы. В целом избирательный процесс пользовался доверием участников выборов. Избирательное законодательство в основном отвечает задаче проведения демократических выборов, однако есть дальнейшая возможность приблизить законодательство к стандартам ОБСЕ. Миссия рекомендовала Латвии, в частности, рассмотреть вопрос о предоставлении права голоса негражданам на местных выборах, предусмотреть возможность выдвижения независимых кандидатов, пересмотреть положения о люстрации, усилить санкции за нарушения, распространять информацию о выборах на языках меньшинств, обеспечить прозрачность в вопросе собственности на СМИ, декриминализовать диффамацию.
Озвучена мысль о фальсификации выборов.
На территории страны было открыто 1013 избирательных участков. Кроме того, 64 избирательных участка были созданы вне страны, результаты голосования в которых причислялись к Рижскому округу. Размещение зарубежных участков имело явно выраженные правые тенденции, что могло помочь победителю получить дополнительно от 2 до 7 % голосов.